# 1987 في لبنان
فيما يلي قوائم الأحداث التي وقعت خلال عام 1987 في لبنان.

## سياسة

### تعيين في المنصب
- 2 يونيو – سليم الحص رئيس وزراء لبنان.

## مواليد

### سبتمبر
- 28 سبتمبر – شاكر خزعل كاتب كندي.

### أكتوبر
- 8 أكتوبر – حسن معتوق لاعب كرة قدم لبناني.
- 9 أكتوبر – ريتا حايك

### ديسمبر
- 10 ديسمبر – هبة طوجي مطربة لبنانية.

## وفيات

### يناير
- 1 يناير – عمر فروخ (مواليد 1906) حياه عمر فروخ.
- 1 يناير – مهدي عامل (مواليد 1936)[1]

### فبراير
- 1 فبراير – حسين مروة (مواليد 1910) كاتب لبناني.

### يونيو
- 1 يونيو – رشيد كرامي (مواليد 1921) سياسي لبناني.[2]

### أغسطس
- 7 أغسطس – كميل شمعون (مواليد 1900) سياسي لبناني.[3]

### ديسمبر
- 28 ديسمبر – شارل مالك (مواليد 1906) سياسي لبناني.[4]